# Die Kontaktanzeige
Die Kontaktanzeige (engl. Titel: Bart the Lover) ist die 16. Folge der dritten Staffel und somit die insgesamt 51. Episode der Serie Die Simpsons.

## Handlung
Jo-Jos sind der neuste Trend an der Schule und Bart wird zu einem Monat Nachsitzen verurteilt, da er mit einem solchen Spielgerät ein Aquarium zerstört hat.
Barts Lehrerin Mrs. Krabappel fühlt sich einsam und gibt eine Kontaktanzeige auf. Als Bart eines Tages bei ihr nachsitzen muss, entdeckt er die Anzeige in ihrer Schreibtisch-Schublade. Er beschließt ihr einen Streich zu spielen und antwortet mit einem fingierten Liebesbrief unter falschem Namen auf ihre Kontaktanzeige. Währenddessen beschwert sich der Nachbar Ned Flanders über Homers Fluchen. Homer verspricht Marge jedes Mal, wenn er flucht, Geld in ein Glas zu werfen. Homer versucht eine Hundehütte für den Hund der Familie zu bauen und scheitert kläglich. Von dem Geld aus dem Fluchglas kaufen Marge und Lisa schließlich eine Hundehütte.
Als Mrs. Krabappel in Tränen ausbricht, da das erhoffte Rendezvous in einem Restaurant nicht stattfindet, erkennt Bart, dass er zu weit gegangen ist. Zusammen mit seiner Familie schreibt er einen Abschiedsbrief, der sie versöhnlich stimmt.

## Hintergrund
Die Beschwerden über Homers Fluchen wurden von realen Beschwerden der Zuschauer über diesen Umstand inspiriert. Es war zudem die erste Folge, in der Mrs. Krabappel eine tragende Rolle einnimmt.
Marcia Wallace bekam als Original-Stimme der Edna Krabappel 1992 einen Primetime Emmy Award for Outstanding Voice-Over Performance.